# コミュニケ
コミュニケ（仏: Communiqué）は、文書による国家の意思表示、あるいは公式な会議の場でその経過を発表する声明書。共同声明と訳されることもある。ある国からある国への一方的な意思表示もあれば、複数の国家間での合意での意思表示もあり、後者の場合は広義の条約とみなされる。